# Красная Заря (Ленинградская область)
Кра́сная Заря́ — посёлок в Свердловском городском поселении Всеволожского района Ленинградской области.

## История
Первое селение на месте будущего посёлка упомянуто ещё в Писцовой книге Водской пятины за 1500 год, это одна из двух деревень Валитово в Спасском Городенском погосте.
Ва́литово — топоним карельского происхождения, происходящий от слова «ва́лит» — карельский старейшина. Другая же деревня Валитово, располагалась на месте нынешнего посёлка Рабочий.
Деревня была отмечена на шведских картах XVII века. На карте Нотебургского лена, начерченной Петером Васандером с оригинала первой трети XVII века, упоминается селение Walitula, она же селение Wallitulla, на шведской карте Ингерманландии 1676 года.
В XVIII веке, в отличие от соседних деревень, Валитово пришла в упадок, и селение в этом месте надолго исчезло с карт.
Правда, строились здесь периодически казармы и выселки соседней деревни Саратовки, впоследствии Новосаратовской колонии, был в 1914 году кирпичный завод, но полноценный населённый пункт возник здесь только в 1930-е годы, на землях Новосаратовского сельсовета, примыкающих к Невскому лесопарку.

План посёлка Красная Заря. 1939 год

«ЗАРЯ» — посёлок при кирпичном заводе Ново-Саратовского сельсовета, 513 чел. (1939 год)

По данным 1966, 1973 и 1990 годов посёлок Красная Заря также входил в состав Новосаратовского сельсовета.
В 1997 году в посёлке проживали 134 человека, в 2002 году — 174 человека (русских — 89 %), в 2007 году — 274.
Сейчас[когда?]

 посёлок — зона активной коттеджной застройки.

## География
Посёлок расположен в южной части района на автодороге 41К-078 (Санкт-Петербург — Всеволожск).
Расстояние до административного центра поселения — 10 км.
Посёлок находится на правом берегу Невы, в 28 км от устья, на повороте русла реки, называемом «Кривое колено», смежно с деревней Новосаратовка и Невским лесопарком.

## Демография
| 2007 | 2010 | 2017 |
| ---- | ---- | ---- |
| 274  | ↘89  | ↗101 |

Национальный состав
Согласно данным Всероссийской переписи населения 2021 года в посёлке проживали 112 человек, из них:
 русские — 61,  армяне — 8, другие национальности — 4 человека, остальные национальность не указали.

## Транспорт
Автобусные маршруты:
- № 476 ( «Ломоносовская» — Посёлок имени Свердлова).
- № 692А ( «Улица Дыбенко» — Оранжерейка).

## Улицы
ПЗО «Лесопарковское».